# Herrschaft Bussen

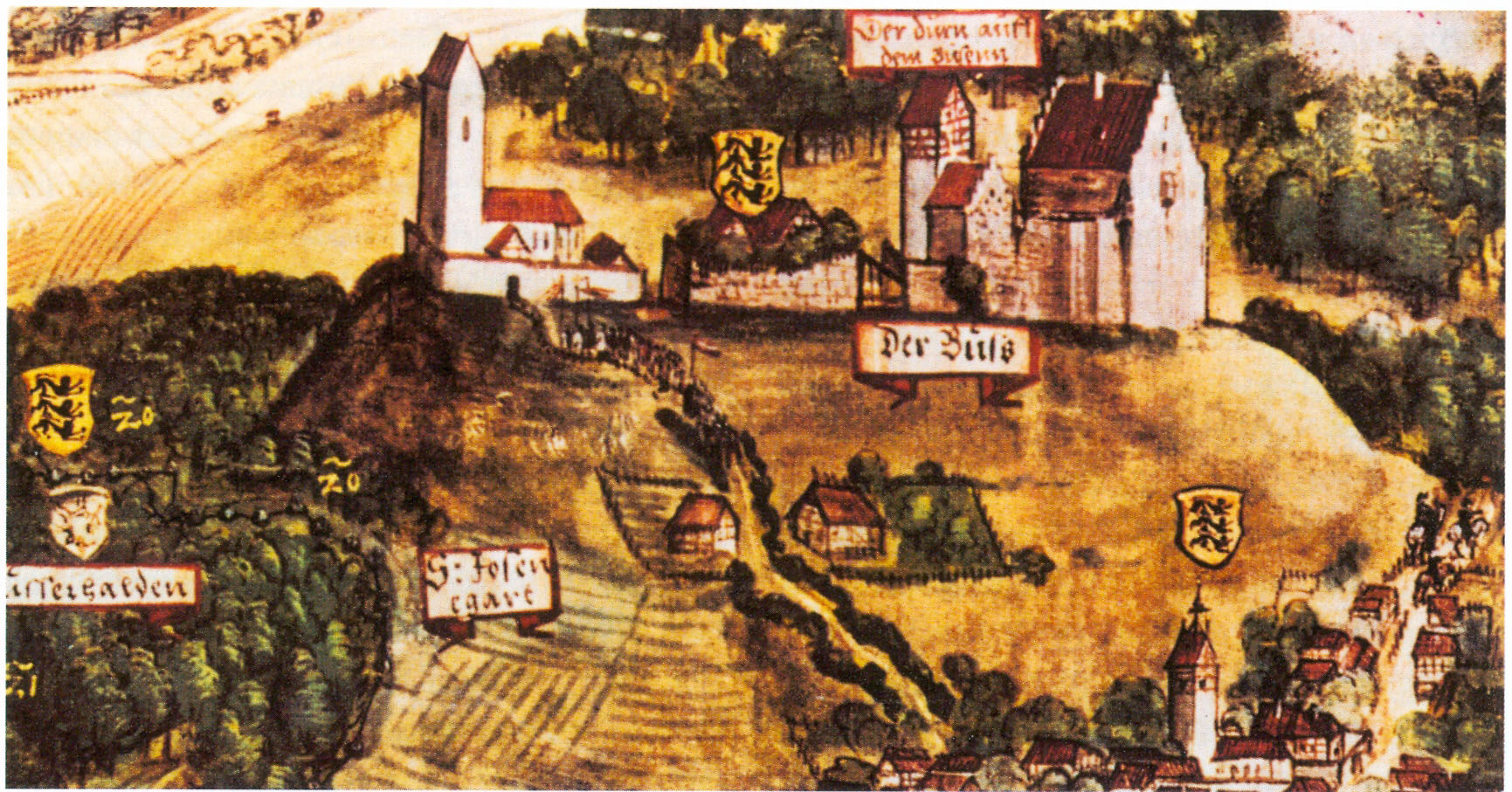
Der Bussen mit Burg und Kirche; Ausschnitt aus der Landtafel des oberen Donaugebietes von 1589, Landesmuseum Württemberg, Stuttgart

Die Herrschaft Bussen mit Sitz auf der Burg Bussen bei Uttenweiler, heute eine Gemeinde im Landkreis Biberach in Baden-Württemberg, wurde vermutlich im 12. Jahrhundert dem Kloster Reichenau übergeben, nachdem die Grafen von Bregenz ausstarben. 
Im Jahr 1314 verpfändete Habsburg die Herrschaft an die Grafen von Hohenberg, nach 1352 an die von Ellerbach und 1387 an die Truchsessen von Waldburg. Diese verkauften die Herrschaft im Jahr 1786 an die Fürsten von Thurn und Taxis. 
Im Rahmen der Mediatisierung im Jahr 1806 kam die Herrschaft Bussen unter die Landeshoheit des Königreichs Württemberg.